# Довлатов
„Довлатов“ (на руски: „Довлатов“) е руски биографичен филм от 2018 година за писателя Сергей Довлатов. Режисьор е Алексей Герман, а в главните роли играят сръбският актьор Милан Марич и руският актьор и режисьор Данила Козловски. Премиерно е представен на Берлинале 2018, където печели „Сребърна мечка“ за изключителен артистичен принос.

## Сюжет
Внимание:  Текстът по-долу разкрива сюжета на произведението (или части от него)!
Филмът разказва за няколко дни от живота на писателя Сергей Довлатов в Ленинград през 1971 година, точно преди приятелят му и бъдещ нобелов лауреат Йосиф Бродски (в ролята Артур Бесчастни) да емигрира от страната. Ръкописите на Довлатов биват редовно отхвърляни от официалните медии, тъй като възгледите му са смятани за неблагонадеждни. Негов познат, също отхвърлян писател, се самоубива, като реже вените си в редакцията на един от вестниците, където и Довлатов се опитва да публикува. Приятелят му, художникът Давид (Данила Козловски), фарцовщик, е арестуван, пребит и прегазен с кола, докато помага на Довлатов да намери пари, за да купи на дъщеря си кукла. Въпреки че в този момент е пред развод и живее при майка си, която го издържа, Сергей е решен да остане в Русия и да води нормален живот със съпругата си Елена (Хелена Суйецка) и дъщеря им Катя (Ева Хер).

## Прием
Към януари 2019 г., в сайта Rotten Tomatoes, филмът има рейтинг на одобрение от 75%, на базата на 12 рецензии и среден рейтинг 6.2/10. Сайтът Metacritic дава на филма претеглен среден рейниг 68 от 100 на базата на 8 рецензии.